# Рафаель Мартінс
Рафаель Мартінс (порт. Rafael Martins, нар. 17 березня 1989, Сантус) — бразильський футболіст, нападник клубу «Каза Піа».

## Ігрова кар'єра
Народився 17 березня 1989 року в місті Сантус. Вихованець юнацької команди «Аудакс Сан-Паулу», до якої потрапив 2003 року, у віці 14 років. У грудні 2007 року він перейшов в «Греміо» на правах оренди, а 2009 року був включений в основну команду цього клубу.
У складі головної команди «Греміо» Мартінс дебютував 21 січня 2009 року, вийшовши на другу половину матчу проти «Інтернасьйонала Санта-Марія» (1:1) в рамках Ліги Гаушу. У «Аудакс» Мартінс повернувся у вересні того ж року, потім був відданий в оренду іспанській «Сарагосі Б», а потім — і в бразильський «Греміо Пруденті», після чого знову опинився у рідному «Аудаксе».
Після вдалих виступів у лізі штату, Мартінс перейшов в клуб «АБС» у березні 2011 року, але рідко виходив на поле у складі своєї нової команди і повернувся в «Аудакс» у грудні. Показавши хорошу результативність в «Аудаксі» та «Шапекоенсе» у наступні 2 роки, Мартінс перейшов на правах оренди 8 липня 2013 року в португальську «Віторію» з Сетубала.
За підсумками сезону 2013/14 Мартінс з 15-ма забитими м'ячами зайняв 3-е місце в списку найкращих бомбардирів чемпіонату Португалії, а його команда посіла 7-ю позицію в підсумковій таблиці. Провівши один сезон в Португалії, Мартінс підписав трирічний контракт з клубом іспанської Ла-Ліги «Леванте» 18 липня 2014 року. У Ла-Лізі Мартінс дебютував 24 серпня, замінивши Давіда Барраля на 71-й хвилині домашньої гри проти «Вільярреал» (0:2).
Не ставши основним гравцем у «Леванте», Мартінс здавався в оренду в «Морейренсе», а згодом перейшов у інший португальський клуб «Віторія» (Гімарайнш), де провів наступні півтора року.
3 липня 2018 року перейшов у клуб китайської Першої ліги «Ханчжоу Грінтаун».